# Joseph-Louis de Waha
Pour les articles homonymes, voir Waha (homonymie).
Joseph-Louis de Waha ou de Waha-Grisard ou encore de Waha-Baillonville, né le 10 juillet 1800 à Liège et mort le 1er août 1863 à Lize-sous-Seraing, est un membre du Congrès national et un sénateur belge.
Il est le beau-père de Léonie de Waha (1836-1926).

## Biographie
Le baron Joseph Henri Louis de Waha obtient un doctorat en droit en 1825. Il devient l'attaché du ministère des Affaires étrangères à La Haye mais revient en 1829 à Liège afin de se marier avec Sophie Grisard (1803-1840). Leur premier enfant, Jeanne de Waha (1830-1862) naît à Liège en juillet 1830. Ils ont deux autres filles et un fils.
En octobre 1830, Joseph-Louis de Waha est élu suppléant au Congrès national en tant que représentant de l'arrondissement de Liège. Il n'occupe un siège qu'après la démission de Gérard Nagelmackers, le 7 janvier 1831. Il n'est jamais intervenu dans les séances publiques et lors des premiers votes visant à élire le premier roi des Belges, sa préférence va à Charles Louis d'Autriche. Il ne semble plus avoir participé ensuite aux séances, tout du moins il n'a plus participé aux votes. Le 11 avril 1831, il démissionne car, selon lui, après l'approbation la Constitution, il a accompli la mission pour laquelle il a été élu. Sa lettre a été lue à haute voix et accueillie par des commentaires sarcastiques.
De 1847 à 1851, Joseph-Louis de Waha siège au Sénat et s'est surtout illustré lors des débats sur l'enseignement quand il s'est rangé du côté des libéraux. Après cette période au sein du Parlement, il a continué à revenir sur ce thème dans différentes publications.

## Publications
- La vérité établie par les faits, 1851.
- Conclusions d'un libéral-catholique sur le débat entre l'évêque et le bourgmestre de Liège et sur la mise à exécution de la loi sur l'enseignement moyen, 1851.
- De l'union. Coup d'œil historique sur l'esprit, la marche et les rapports des partis politiques en Belgique, 1855.
- De l'intervention du clergé dans l'enseignement primaire, en vertu de la loi de 1842, 1859.